# Bingu wa Mutharika
Bingu wa Mutharika (né le 24 février 1934 et mort le 6 avril 2012) est une personnalité politique malawite. Il est président de la République de mai 2004 jusqu'à sa mort, en 2012.
Il est le président du Parti démocrate progressiste, majoritaire lors des élections générales de 2009, ce qui lui permet d'accéder à la présidence du Malawi. Ses deux mandats successifs sont d'abord marqués par une certaine réussite sur le plan de l'agriculture, puis par un retournement de la situation économique.

## Biographie

### Origines et parcours comme fonctionnaire
Bingu wa Mutharika est né le 24 février, 1934 à Thyolo. Son nom de naissance est Brightson Webster Ryson Thom ; il adopte le nom de Bingu wa Mutharika dans les années 1960. Les deux parents de Mutharika, feu Ryson Thom Mutharika et feu Eleni Thom Mutharika, étaient des chrétiens pieux de l’église écossaise devenue le CCAP. Son père a lui-même été enseignant pendant 37 ans. En 1964, Mutharika est l’un des 32 Malawites sélectionnés par Hastings Kamuzu Banda, président de la République de 1961 à 1994, pour voyager en Inde grâce à une « bourse d’étude Indira Gandhi » en programme accéléré. Selon la BBC, il part en Inde pour échapper à la répression politique orchestrée par le président Banda. Il y décroche une licence en économie. Il obtient plus tard un doctorat en développement économique de l’université Pacifique Western de Los Angeles, Californie (États-Unis). 
Mutharika sert ensuite dans la fonction publique, au sein des ministères malawien et zambien. Il travaille à la Banque mondiale en tant qu'officier des emprunts, directeur du commerce et du développement financier à la Commission économique africaine auprès des Nations unies, ainsi que comme Secrétaire général du Marché commun de l'Afrique orientale et australe (COMESA). Il se voit proposer le poste de vice-gouverneur de la Banque centrale du Malawi et est nommé ministre de l’Économie et du Développement en 2002.

### Parcours politique
Mutharika est le cofondateur du Front uni démocratique en 1992. En juin 1999, il est candidat à l'élection présidentielle, mais termine à la cinquième et dernière place.
Proposé par Bakili Muluzi comme son successeur, il remporte l’élection présidentielle du 20 mai 2004 en arrivant en tête mais avec 35,9 % des voix, devant John Tembo et Gwanda Chakuamba. Il prend ses fonctions le 23 mai. Quand il prend ses fonctions, le Malawi est en pleine crise alimentaire. Le Programme alimentaire mondial (PAM) estime que le nombre de personnes vulnérables au Malawi s’élève à plus de 5 millions, et en octobre 2005, le président déclare le Malawi en état de crise. Tout en demandant de l’aide alimentaire, le président engage le Malawi, après cette année désastreuse, dans une « révolution verte ». En faisant de l’agriculture une priorité, en mettant l'accent sur l'irrigation, en subventionnant 1 700 000 fermiers pauvres, il permet au pays de sortir de la disette et de devenir exportateur de maïs. Bingu wa Mutharika est marié à Ethel Zvauya Mutharika, d’origine zimbabwéenne. Mutharika et Ethel ont 4 enfants ensemble. Après une bataille contre le cancer, qui a amené la femme de Mutharika à voyager en France et en Afrique du Sud pour des traitements, elle meurt le 28 mai 2007.

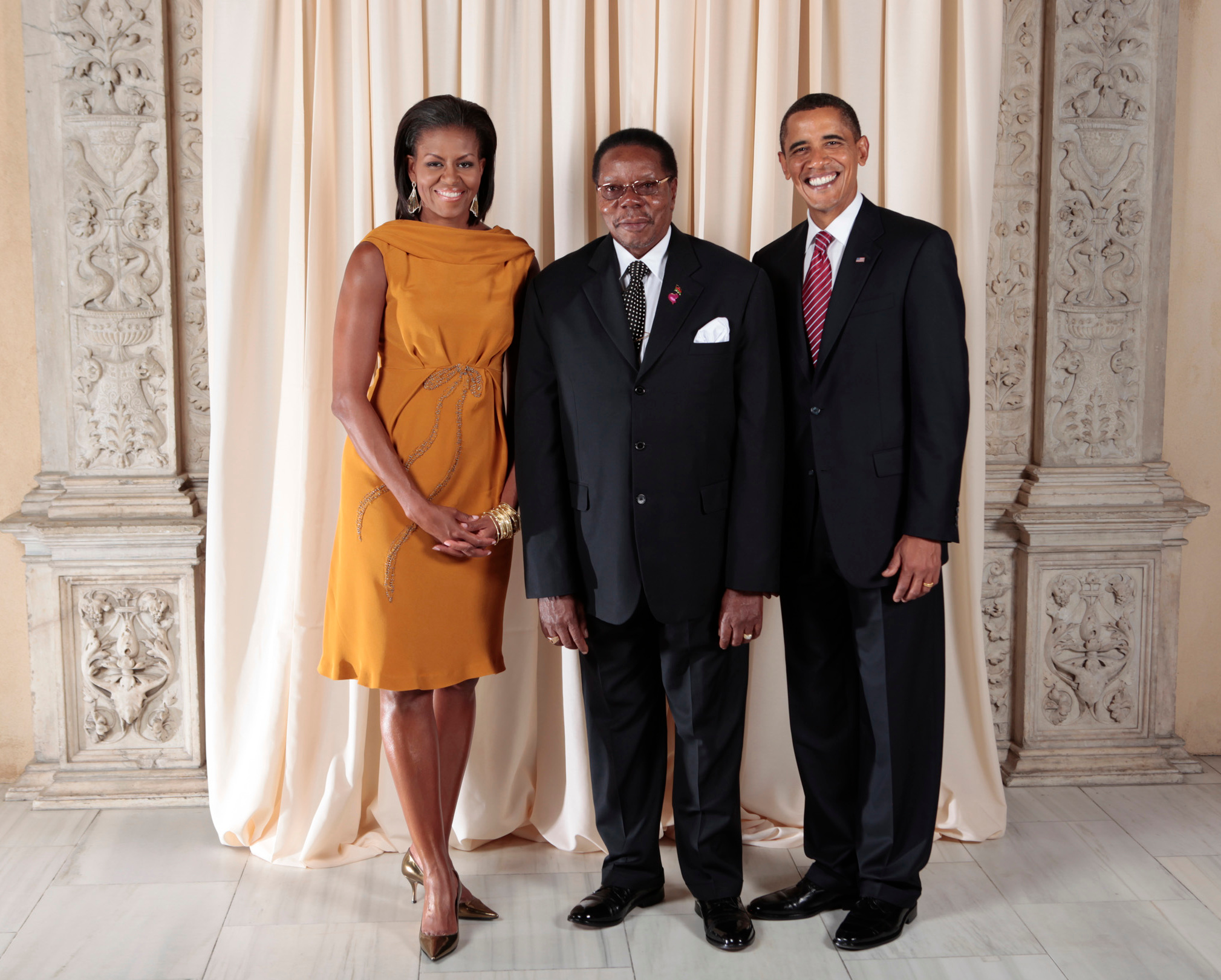
Bingu wa Mutharika et le couple Obama en 2009.

Mutharika se représente pour un deuxième mandat à l'élection du 19 mai 2009, cette fois à la tête du Parti démocrate progressiste qu'il a fondé en 2005 après avoir quitté le Front uni démocratique. Il est réélu avec une majorité de 66,7 % des votes. L’image du Malawi à l'étranger s’améliore grâce à cette politique de développement et aux avancées en sécurité alimentaire, ainsi qu'aux actions pour combattre la mortalité infantile et maternelle et les maladies telles que le malaria, la tuberculose et le SIDA. Le Malawi ouvre de nouvelles ambassades en Chine, Inde et Brésil. En 2010, Mutahrika annonce son mariage avec Callista Chapola-Chimombo âgée de 50 ans et ancienne ministre du Tourisme. Le 31 janvier 2010, le président Mutharika remplace Muammar al-Gaddafi à la tête de l’Union africaine, devenant le premier chef d’état malawite a exercer la charge de secrétaire général de cette organisation. En 2011, le Malawi établit des relations diplomatiques avec 10 pays. Mais le second mandat de Mutharika est marqué par une dégradation brusque de l'économie, une dégradation des conditions de vie et des pénuries d'essence dues à un manque de confiance des bailleurs de fonds,. Des émeutes éclatent, et le régime se durcit, s'appuyant sur l'armée.
Il est critiqué pour sa dénonciation d'un couple gay qui avait célébré son mariage en public en 2009 et été condamné à 14 ans de prison pour indécence  caractérisée. Il gracie le couple après une entrevue avec Ban Ki-moon,,,,,,. 
Bingu wa Mutharika est victime d'un arrêt cardiaque le 5 avril 2012. Les autorités malawites annoncent officiellement le décès du président Bingu wa Mutharika plus de 24 heures après sa mort.

## Honneurs et prix
De nombreux distinctions et prix ont marqué les réussites de Mutharika lors de son premier mandat, avant le retournement de la situation économique constaté dans le deuxième mandat. On peut citer notamment :
- un prix de la COMESA en 2010[15].
- le prix du Southern Africa trust Drivers of Changement, en 2009, pour avoir transformé le Malawi d’un pays en perpétuel déficit alimentaire en pays entièrement en auto-suffisance alimentaire[16]
- Le prix du Medal of Glory en 2009[17]
- Le prix de la Fondation Louise Blouin en 2008[18].

Les Nations unies ont reconnu en 2010 une amélioration de la situation du Malawi, tout en considérant  les objectifs du millénaire pour le développement et l’élimination de la famine hors de portée.
Bingu wa Mutharika a reçu également divers titres honorifiques, notamment comme Professeur d'économie de l’East China Normal University en avril 2010 ; Doctorat en lettres Honoris Causa de l'université de Delhi en octobre 2010 ; Doctorat en droit de l'université de Mzuzu en 2008, doctorat en philosophie Honoris Causa de l'université de Strathclyde en Écosse en 2005.
Il est le fondateur et secrétaire général de « Binet trust », une organisation a but non lucratif qui promeut l’éducation. Il est également le fondateur de Silvergrey International, le fondateur et secrétaire général de la fondation Bingu Silvergrey pour les personnes âgées et retraitées. Il est aussi le fondateur de l'université des sciences et technologie du Malawi, l'université de Lilongwe d’agriculture et ressources naturelles, l'université de la recherche du coton de Bangula, l'université de marine Biologique et l'université de Mombera et de Nkhoakota.

## Publications
En 2011, Bingu wa Mutharika a publié un livre intitulé Le rêve africain – de la pauvreté a la prospérité.